# موديراتو ويسينتاينر
موديراتو ويسينتاينر (بالبرتغالية: Moderato Wisintainer‏) الشهير باسم موديراتو (14 يوليو 1902 في أليغريتي، البرازيل – 31 يناير 1986 في بيلوتاس، البرازيل) لاعب كرة قدم برازيلي راحل كان يجيد اللعب في مركز المهاجم . يعتبر أول معبود جماهير لنادي فلامينغو حيث حقق معه بطولة ولاية ريو دي جانيرو مرتين .
شارك مع منتخب البرازيل في بطولة كأس العالم لكرة القدم 1930 التي أقيمت في الأوروغواي وخرج من الدور الأول ولكنه سجل هدفين في مرمى منتخب بوليفيا .

## وصلات خارجية
- موديراتو ويسينتاينر على موقع الاتحاد الدولي (مؤرشف)  (الإنجليزية)
- موديراتو ويسينتاينر على موقع ناشيونال فوتبول تيمز (الإنجليزية)
- موديراتو ويسينتاينر على موقع Soccerway.com (الإنجليزية)